# Didier Le Pêcheur
Pour les articles homonymes, voir Pêcheur (homonymie).
 (avril 2024).
Si vous disposez d'ouvrages ou d'articles de référence ou si vous connaissez des sites web de qualité traitant du thème abordé ici, merci de compléter l'article en donnant les références utiles à sa vérifiabilité et en les liant à la section « Notes et références ».
Didier Le Pêcheur est un écrivain et réalisateur français né le 5 juillet 1959.

## Biographie
Il réalise de nombreux clips (dont ceux de Zazie et de Dany Brillant) produits par Fabrice Coat. Il a réalisé deux clips pour Johnny Hallyday : Les Vautours et Testament d'un poète en 1990. C'est ce dernier qui produira son premier long-métrage Des nouvelles du bon Dieu (1996), avec Marie Trintignant, Maria de Medeiros, une comédie française où les deux personnages principaux de l'histoire se mettent en quête de Dieu.
Fort de ce succès, Le Pêcheur réalise par la suite J'aimerais pas crever un dimanche (1998) avec Jean-Marc Barr et Élodie Bouchez où l'univers décalé basculant du pessimisme à l'humour noir de son auteur transparaît d'autant plus. Le Pêcheur réalise par la suite des téléfilms et également des clips, puis à nouveau un long-métrage en 2008, également produit par Fabrice Coat, Home sweet home (2008) avec Patrick Chesnais, Alexandre Astier, Daniel Prevost et Judith Godrèche. En 2014, sort son nouveau film, La liste de mes envies, adapté du best seller de Grégoire Delacourt, avec Mathilde Seigner, Marc Lavoine, Patrick Chesnais, Virginie Hocq et Michel Vuillermoz.
Il est par ailleurs, depuis les années 2000, le réalisateur et le scénariste de très nombreuses séries et fictions pour la télévision, dont No Limit (produit par Luc Besson), Les Bleus, premiers pas dans la police, La Loi de Barbara avec Josiane Balasko, Tu es mon fils, Infidèle ou encore Crimes Parfaits.
Il est enfin l'auteur de 5 romans dont le dernier, Un bref désir d'éternité, paraît en janvier 2019.

## Filmographie

### Réalisateur
- 1996 : Des nouvelles du bon Dieu
- 1998 : J'aimerais pas crever un dimanche
- 2001 : La Peur au ventre (téléfilm)
- 2002 : Sang d'encre (téléfilm)
- 2002 : Les Enquêtes d'Éloïse Rome (série télévisée)
- 2003 : Fargas (série télévisée)
- 2004 : Malone (série télévisée)
- 2007 : Les Bleus, premiers pas dans la police (série télévisée)
- 2008 : Home Sweet Home
- 2010 : La Commanderie (série télévisée)
- 2011 : Faux Coupable (téléfilm)
- 2012 : Vive la colo ! (série télévisée)
- 2012 : No Limit (série télévisée)
- 2013 : La Liste de mes envies
- 2014 : La Loi de Barbara (série, épisodes 1,2 et 3)
- 2014 : Tu es mon fils (téléfilm)
- 2014 : La Loi de Simon (téléfilm)
- 2015 : Duel au soleil (série télévisée)
- 2016 : La Loi de Gloria (téléfilm)
- 2017 : Crimes Parfaits (série, épisodes 1 et 2)
- 2019 : Infidèle (série, épisodes 1 à 6)
- 2019 : Sous la peau (mini-série)
- 2021 : Rebecca (mini-série)
- 2022 : Addict (mini-série)
- 2023 : La Vie rêvée des autres (téléfilm)

### Scénariste
- 2000 : Harrison's Flowers d'Élie Chouraqui
- 2006 : Ô Jérusalem d'Élie Chouraqui
- 2008 : Le Septième Juré (téléfilm) d'Édouard Niermans
- 2011 : Amoureuse (téléfilm) de Nicolas Herdt
- 2012 : Un crime oublié de Patrick Volson
- 2014 : Changement de cap (téléfilm) de Nicolas Herdt (TV)
- 2016 : Entre deux mères (téléfilm)
- 2017 : Quand je serai grande, je te tuerai (téléfilm)
- 2017 : Les Innocents (série télévisée)
- 2018 : Crimes parfaits (série télévisée, épisodes 1 , 2, 3, 4, 5, 6)
- 2019 : Cassandre, épisode Fausse note
- 2020 : Peur sur le lac (série télévisée) de Jérôme Cornuau
- 2021 : Rebecca (mini-série)
- 2022 : Addict (mini-série)
- 2023 : La vie rêvée des autres (téléfilm)

## Publications
- 1988 : Le Bord du monde, éditions Lattès
- 1990 : Battavia, éditions Régine Deforges
- 1995 : Des nouvelles du bon Dieu, éditions Julliard
- 2006 : Les Hommes immobiles, éditions Lattès
- 2019 : Un bref désir d'éternité, éditions Lattès

## Distinctions
- 2019 : Crimes parfaits, Prix du Public de la série, festival de Luchon
- 2015 : Tu es mon fils, Polar 2015 du Meilleur film unitaire Francophone de Télévision
- 2008 : Le 7e juré : Prix du meilleur scénario (International TV Festival of Shanghai), FIPA d’OR du meilleur téléfilm, Prix du meilleur téléfilm (festival de Luchon)
- 2007 : Les Bleus : prix de la meilleure fiction de prime time, la Rochelle
- 2004 : Malone' : La 7e victime : (réal) Grand Prix du télépolar COGNAC
- 2001 : Sang d'encre : Prix du Meilleur Réalisateur et Prix de la Meilleure Musique, Festival de la Fiction TV de Saint-Topez[1]
- 1995 : Des nouvelles du bon Dieu : Grand prix du Festival d’humour de Chamrousse 96, Grand prix « 21st century filmmaker award » New York, Grand prix Festival « Premiers Plans » d’Angers 95, Prix du public Festival International du film de Québec, Prix du public Festival de Biarritz, Grand Prix Festival du film francophone de Tubingen « Allemagne ».
- 1988 : Le Bord du monde (roman) : Prix du premier roman Lions Club International